# Runar Holmstroem
Runar Horn Holmstrøm es un actor noruego que actualmente interpreta a Magne Sørås en la serie Nobel.

## Biografía
Runar ha trabajado por más de nueve años en el ejército (siete de ellos como cazador especial del Comando Especial de las Fuerzas Armadas de Noruega, "FSK").

## Carrera
En el 2016 obtuvo su primer papel en la televisión cuando se unió al elenco principal de la serie Nobel donde interpreta al soldado Magne Sørås, uno de los miembros de la unidad de FSK.

## Filmografía

### Series de televisión
| Año             | Título | Personaje   | Notas       |
| --------------- | ------ | ----------- | ----------- |
| 2016 - presente | Nobel  | Magne Sørås | 8 episodios |

### Equipo misceláneo
| Año             | Título   | Notas                                          |
| --------------- | -------- | ---------------------------------------------- |
| 2017            | 12th Man | mánager de producción                          |
| 2016 - presente | Nobel    | 8 episodios - (asesor técnico militar)         |
| 2016            | Cave     | director asistente y coordinador de acrobacias |